# Giảm glucose máu
Glucose máu ở người bình thường nằm trong khoảng 80 mg%-120 mg%. Nếu nồng độ glucose máu dưới 80 mg%, coi như có tình trạng giảm glucose máu. Sự sụt giảm này có thể do sinh lý bình thường hoặc do một tình trạng bệnh lý nào đó gây ra và thường không có triệu chứng lâm sàng rõ rệt. Trừ khi sự sụt giảm này quá nghiêm trọng (ở người lớn là dưới 45 mg%, trẻ nhỏ dưới 40 mg%), nó trở thành bệnh lý hạ đường huyết và cần có chỉ định cấp cứu nội khoa kịp thời.

## Nguyên nhân

### Giảm cung cấp glucid
Do đói ăn lâu ngày hoặc trong các khoảng thời gian cách xa bữa ăn

Kém hấp thu glucose do các nguyên nhân:

-Thiếu các men ly giải đường đa ở ống tiêu hóa, nhất là trong dịch tụy và nước bọt.

-Ống tiêu hóa bị tổn thương làm mất các vi nhung mao dẫn đến kém hấp thu vào niêm mạc ruột.

-Thiếu các men nội bào để tiến hành phosphoryl hóa glucose tạo năng lượng cho cơ thể.

Giảm tích trữ và chuyển hóa trung gian:

-Các tế bào gan bị tổn thương (xơ gan,viêm gan,ung thư gan,...) làm giảm dự trữ glucose dưới dạng glycogen, giảm phóng thích glucose vào máu, dễ gây hạ đường huyết ở xa các bữa ăn.

-Giảm tích trữ glycogen do thiếu các men tổng hợp ở gan,cơ và mô mỡ.

-Thiếu các men giáng hóa glycogen, làm ứ đọng glycogen ở gan, ức chế các men tân tạo đường hoạt động.

-Thiếu men dung nạp galactose và/hoặc fructose làm ứ trệ ở mô, ức chế các men chuyển hóa glucose.

-Giảm tân tạo glucose từ các nguồn lipid,protid,...

### Tăng tiêu thụ glucid
Tăng nhu cầu của cơ thể để cung cấp năng lượng: trong sốt,rét run,sốc,nhiễm khuẩn huyết,u bướu,...

Tăng thoái hóa glucose theo các con đường khác, gặp nhiều trong u đảo tụy.

Do rối loạn ở thận làm ngưỡng lọc cầu thận đối với glucose giảm, tăng đào thải glucose ra nước tiểu.

### Rối loạn điều hòa đường huyết
Do rối loạn các yếu tố thần kinh: ức chế giao cảm, cường phó giao cảm,...

Tăng tiết insulin, giảm tiết các hormon làm tăng đường huyết như T3,T4 ở tuyến giáp, corticoid ở vỏ thượng thận, glucagon ở tụy,... do bệnh nội tiết hay các nguyên nhân khác.

### Các nguyên nhân khác
Dùng thuốc đái tháo đường,thuốc chống động kinh, nhiễm độc rượu, nghiện thuốc lá,...

## Cơ chế bệnh sinh
Các tế bào não chủ yếu vận chuyển glucose dưới dạng thẩm thấu không phụ thuộc vào insulin để tạo năng lượng. Do đó, mọi sự sụt giảm glucose quá mức đều gây ảnh hưởng đến não bộ đầu tiên. Có 2 cơ chế gây ra các triệu chứng ở người bị giảm glucose máu và hạ đường huyết:

-Cơ chế do hệ thần kinh tự động chi phối thông qua trục giao cảm-tủy thượng thận làm tăng tiết catecholamin dẫn tới tăng nhịp tim,tăng thở,xanh xao,run rẩy,lo lắng,đổ mồ hôi,dị cảm,...

-Cơ chế do ảnh hưởng trực tiếp của glucose đối với hệ thần kinh: mệt mỏi,co giật,hoa mắt,chóng mặt,thay đổi hành vi,...